# Genetikai betegségek listája
A lista a genetikai rendellenességeket és eredetüket mutatja be. Néhány helyen a mutáció típusa és az érintett kromoszómák is fel vannak tüntetve.

## Ismertebb rendellenességek
| Rendellenesség                | Mutáció | Kromoszóma |
| ----------------------------- | ------- | ---------- |
| Angelman-szindróma            | DCP     | 15         |
| Canavan-betegség              | NAA     |            |
| Charcot–Marie–Tooth-kór       |         |            |
| Színtévesztés                 | P       | X          |
| Cisztás fibrózis              | P       |            |
| Down-szindróma                | C       | 21         |
| Hemofília                     | P       | X          |
| Joubert-szindróma             |         |            |
| Klinefelter-szindróma         | C       | X          |
| Neurofibromatózis             |         |            |
| Pelizaeus–Merzbacher-betegség |         |            |
| Fenilketonuria                | P       |            |
| Prader-Willi-szindróma        | DC      | 15         |
| Nyitott gerinc                | P       | 1          |
| Tay–Sachs-szindróma           | P       |            |
| Turner-szindróma              | C       | X          |

Jelölés:
- P – Pontmutáció, vagy egy gén deléciója, beékelődése
- D – Géndeléció
- C – Extra, vagy hiányzó kromoszóma

## Teljes lista
Tartalom: 
| Ábécé szerinti tartalomjegyzék                      |
| --------------------------------------------------- |
| A B C D E F G H I J K L M N O P Q R S T U V W X Y Z |

## #
| Rendellenesség                                                                   | Mutáció | Kromoszóma |
| -------------------------------------------------------------------------------- | ------- | ---------- |
| 21-hidroxiláz deficiencia                                                        |         |            |
| 45,X lásd Turner-szindróma                                                       |         |            |
| 47,XX,+21 lásd Down-szindróma                                                    |         |            |
| 47,XXX lásd Tripla X-szindróma                                                   |         |            |
| 47,XXY lásd Klinefelter-szindróma                                                |         |            |
| 47,XY,+21 lásd Down-szindróma                                                    |         |            |
| XYY-szindróma                                                                    |         |            |
| 5-ALA dehidratáz-deficiens porfíria lásd ALAD deficiencia porfíria               |         |            |
| 5-aminolevulinsav dehidratáz deficiencia porfíria lásd ALAD deficiencia porfíria |         |            |
| 5p deleciós-szindróma lásd Cri-du-chat-szindróma                                 |         |            |
| 5p-szindróma lásd Cri-du-chat-szindróma                                          |         |            |

## A
| Betegség                                                                                      | Mutáció | Kromoszóma |
| --------------------------------------------------------------------------------------------- | ------- | ---------- |
| A-T lásd Ataxia-telangiectasia                                                                |         |            |
| AAT lásd Alfa-1 antitripszin deficiencia                                                      |         |            |
| Vas deferens hiány lásd Veleszületett kétoldali vas deferens hiány                            |         |            |
| ACG2 lásd Akondrogenezis, II-es típus                                                         |         |            |
| ACH lásd Akondroplázia                                                                        |         |            |
| Akondroplázia                                                                                 |         |            |
| Acid béta-glükozidáz deficiencia lásd Gaucher betegség, 1-es típus                            |         |            |
| Acrocephaloszindaktília (Apert) lásd Apert szindróma                                          |         |            |
| acrocephalosyndaktília, type V lásd Pfeiffer szindróma                                        |         |            |
| Acrocephalia lásd Apert szindróma                                                             |         |            |
| akut cerebral Gaucher's betegség lásd Gaucher betegség, 2-es típus                            |         |            |
| akut intermittáló porfíria                                                                    |         |            |
| ACY2 deficiencia lásd Canavan betegség                                                        |         |            |
| AD Alzheimer's disease lásd Alzheimer-kór                                                     |         |            |
| Adelaide-típusú craniosynostosis lásd Muenke szindróma                                        |         |            |
| Adenomatous Polyposis Coli lásd familiáris adenomatozus polipozis                             |         |            |
| Adenomatous Polyposis of the Colon lásd familiáris adenomatozus polipozis                     |         |            |
| ADP lásd ALAD deficiencia porfíria                                                            |         |            |
| Mellékvese-betegség lásd 21-hidroxiláz deficiencia                                            |         |            |
| Adrenogenitális szindróma lásd 21-hidroxiláz deficiencia                                      |         |            |
| AIP lásd akut intermittáló porfíria                                                           |         |            |
| AIS lásd androgén inszenzitivitás szindróma                                                   |         |            |
| AKU lásd Alkaptonuria                                                                         |         |            |
| ALA dehidratáz porfíria lásd ALAD deficiencia porfíria                                        |         |            |
| ALA-D porfíria lásd ALAD deficiencia porfíria                                                 |         |            |
| ALAD deficiencia porfíria                                                                     |         |            |
| Alkaptonuria                                                                                  |         |            |
| Alexander-betegség                                                                            |         |            |
| Alkaptonuria                                                                                  |         |            |
| alfa-1-antitrypsin-deficiencia                                                                |         |            |
| alfa-1 proteináz inhibitor lásd alfa-1 antitrypsin deficiencia                                |         |            |
| alfa-1 kapcsolt emphysema lásd alfa-1 antitrypsin deficiencia                                 |         |            |
| alfa-galactozidáz A deficiencia lásd Fabry betegség                                           |         |            |
| ALS lásd amiotrófiás laterálszklerózis                                                        |         |            |
| Alström szindróma                                                                             |         |            |
| ALX lásd Alexander betegség                                                                   |         |            |
| Alzheimer betegség                                                                            |         |            |
| Alzheimer's betegség lásd Alzheimer betegség                                                  |         |            |
| Amelogenesis Imperfecta lásd Amelogenesis imperfecta                                          |         |            |
| Amino levulinsav dehidratáz deficiencia lásd ALAD deficiencia porfíria                        |         |            |
| Aminoaciláz-2-deficiencia lásd Canavan betegség                                               |         |            |
| amiotrófiás laterálszklerózis                                                                 |         |            |
| Anderson-Fabry betegség lásd Fabry betegség                                                   |         |            |
| androgen inszenzitivitás szindróma                                                            |         |            |
| Anémia                                                                                        |         |            |
| Anémia, hereditary sideroblastic lásd X-hez kapcsolt sideroblastic Anémia                     |         |            |
| Anémia, nemhez kapcsolt hypochromic sideroblastic lásd X-hez kapcsolt sideroblastic Anémia    |         |            |
| Anémia, splenic, familial lásd Gaucher betegség                                               |         |            |
| Angelman-szindróma                                                                            |         |            |
| Angiokeratoma Corporis Diffusum lásd Fabry betegség                                           |         |            |
| Angiokeratoma diffuse lásd Fabry betegség                                                     |         |            |
| Angiomatosis retinae lásd von Hippel-Lindau betegség                                          |         |            |
| ANH1 lásd X-hez kapcsolt sideroblastic Anémia                                                 |         |            |
| APC resistance, Leiden type lásd factor V Leiden thrombophilia                                |         |            |
| Apert szindróma                                                                               |         |            |
| AR deficiencia lásd androgen inszenzitivitás szindróma                                        |         |            |
| AR-CMT2 lásd Charcot-Marie-Tooth betegség, type 2                                             |         |            |
| Arachnodactyly lásd Marfan szindróma                                                          |         |            |
| ARNSHL lásd nonsyndromic deafness, autosomal recessive                                        |         |            |
| Arthro-ophthalmopathy, hereditary progressive lásd Stickler szindróma, COL2A1                 |         |            |
| Arthrochalasis multiplex congenita lásd Ehlers-Danlos szindróma, arthrochalasia type          |         |            |
| AS lásd Angelman szindróma                                                                    |         |            |
| Asp deficiencia lásd Canavan betegség                                                         |         |            |
| Aspa deficiencia lásd Canavan betegség                                                        |         |            |
| Aspartoacylase deficiencia lásd Canavan betegség                                              |         |            |
| ataxia-telangiectasia                                                                         |         |            |
| Autism-Dementia-Ataxia-Loss of Purposeful Hand Use szindróma lásd Rett szindróma              |         |            |
| autosomal dominant juvenile ALS lásd amyotrophic lateral sclerosis, type 4                    |         |            |
| autosomal recessive form of juvenile ALS type 3 lásd amyotrophic lateral sclerosis, type 2    |         |            |
| Autosomal recessive nonsyndromic hearing loss lásd nonsyndromic deafness, autosomal recessive |         |            |
| Autosomal Recessive Sensorineural Hearing Impairment and Goiter lásd Pendred szindróma        |         |            |
| AxD lásd Alexander betegség                                                                   |         |            |
| Ayerza szindróma lásd primary pulmonary hypertension                                          |         |            |

## B
| Betegség                                                                             | Mutáció | Kromoszóma |
| ------------------------------------------------------------------------------------ | ------- | ---------- |
| B variant GM2 gangliosidosis lásd Tay–Sachs-betegség                                 |         |            |
| BANF lásd neurofibromatosis 2                                                        |         |            |
| Beare-Stevenson cutis gyrata szindróma                                               |         |            |
| Benign paroxysmal peritonitis lásd Mediterranean fever, familial                     |         |            |
| béta talasszémia                                                                     |         |            |
| BH4 deficiencia lásd tetrahydrobiopterin deficiencia                                 |         |            |
| Bilateral Acoustic Neurofibromatosis lásd neurofibromatosis 2                        |         |            |
| biotinidase deficiencia                                                              |         |            |
| bladder cancer                                                                       |         |            |
| Bleeding rendellenesség lásd factor V Leiden thrombophilia                           |         |            |
| Bloch-Sulzberger szindróma lásd incontinentia pigmenti                               |         |            |
| Bone betegség                                                                        |         |            |
| Bone Marrow betegség lásd X-hez kapcsolt sideroblastic Anémia                        |         |            |
| Bonnevie-Ullrich szindróma lásd Turner szindróma                                     |         |            |
| Bourneville betegség lásd tuberous sclerosis                                         |         |            |
| Bourneville Phakomatosis lásd tuberous sclerosis                                     |         |            |
| Brain betegség lásd prion betegség                                                   |         |            |
| breast cancer                                                                        |         |            |
| Birt-Hogg-Dubé szindróma                                                             |         | 17         |
| Brittle bone betegség lásd osteogenesis imperfecta                                   |         |            |
| Broad Thumb-Hallux szindróma lásd Rubinstein-Taybi szindróma                         |         |            |
| Bronze Diabetes lásd hemochromatosis                                                 |         |            |
| Bronzed cirrhosis lásd hemochromatosis                                               |         |            |
| Bulbospinal muscular atrophy, X-hez kapcsolt lásd spinal and bulbar muscular atrophy |         |            |
| Burger-Grutz szindróma lásd lipoprotein lipase deficiencia, familial                 |         |            |

## C
| Betegség | Mutáció | Kromoszóma |
| --- | ------- | ---------- |
| CADASIL |         |            |
| Canavan betegség                                                                                                  |         |            |
| Rák |         |            |
| Cancer Family szindróma lásd hereditary nonpolyposis colorectal cancer                                            |         |            |
| Cancer of breast lásd breast cancer                                                                               |         |            |
| Cancer of the bladder lásd bladder cancer                                                                         |         |            |
| Carboxylase deficiencia, Multiple, Late-Onset lásd biotinidase deficiencia                                        |         |            |
| Cardiomyopathy lásd Noonan-szindróma                                                                              |         |            |
| Carpal Tunnel szindróma lásd hereditary neuropathy with liability to pressure palsies                             |         |            |
| Cat cry szindróma lásd cri du chat szindróma                                                                      |         |            |
| CAVD lásd veleszületett bilateral absence of vas deferens                                                         |         |            |
| CBAVD lásd veleszületett bilateral absence of vas deferens                                                        |         |            |
| CEP lásd veleszületett erythropoietic porfíria                                                                    |         |            |
| Ceramide trihexosidase deficiencia lásd Fabry betegség                                                            |         |            |
| Cerebelloretinal Angiomatosis, familial lásd von Hippel-Lindau betegség                                           |         |            |
| Cerebral arteriopathy with subcortical infarcts and leukoencephalopathy lásd CADASIL                              |         |            |
| Cerebral autosomal dominant ateriopathy with subcortical infarcts and leukoencephalopathy lásd CADASIL            |         |            |
| cerebral sclerosis lásd tuberous sclerosis                                                                        |         |            |
| Cerebroatrophic Hyperammonemia lásd Rett szindróma                                                                |         |            |
| Cerebroside Lipidosis szindróma lásd Gaucher betegség                                                             |         |            |
| CF lásd cystic fibrosis                                                                                           |         |            |
| CH lásd veleszületett hypothyroidism                                                                              |         |            |
| Charcot betegség lásd amyotrophic lateral sclerosis                                                               |         |            |
| Charcot-Marie-Tooth betegség                                                                                      |         |            |
| Chondrodystrophia lásd achondroplasia                                                                             |         |            |
| Chondrodystrophy szindróma lásd achondroplasia                                                                    |         |            |
| Chondrodystrophy with sensorineural deafness lásd otospondylomegaepiphyseal diszplázia                            |         |            |
| Chondrogenesis imperfecta lásd achondrogenesis, type II                                                           |         |            |
| Choreoathetosis self-mutilation hyperuricemia szindróma lásd Lesch-Nyhan szindróma                                |         |            |
| Classic Galactosemia lásd galactosemia                                                                            |         |            |
| Classical Ehlers-Danlos szindróma lásd Ehlers-Danlos szindróma, classical type                                    |         |            |
| Classical fenilketonúria lásd fenilketonúria                                                                      |         |            |
| Cleft Lip and Palate lásd Stickler szindróma                                                                      |         |            |
| Cloverleaf skull with thanatophoric dwarfism lásd thanatophoric diszplázia, type 2                                |         |            |
| CLS lásd Coffin-Lowry szindróma                                                                                   |         |            |
| CMT lásd Charcot-Marie-Tooth betegség                                                                             |         |            |
| Cockayne szindróma                                                                                                |         |            |
| Coffin-Lowry szindróma                                                                                            |         |            |
| collagenopathy, types II and XI                                                                                   |         |            |
| Colon Cancer, familial Nonpolyposis lásd hereditary nonpolyposis colorectal cancer                                |         |            |
| Colon cancer, familial lásd familial adenomatous polyposis                                                        |         |            |
| Colorectal Cancer                                                                                                 |         |            |
| Complete HPRT deficiencia lásd Lesch-Nyhan szindróma                                                              |         |            |
| Complete hypoxanthine-guanine phosphoribosyltransferase deficiencia lásd Lesch-Nyhan szindróma                    |         |            |
| compression neuropathy lásd hereditary neuropathy with liability to pressure palsies                              |         |            |
| veleszületett adrenal hyperplasia lásd 21-hidroxiláz deficiencia                                                  |         |            |
| veleszületett bilateral absence of vas deferens                                                                   |         |            |
| veleszületett erythropoietic porfíria                                                                             |         |            |
| veleszületett heart betegség                                                                                      |         |            |
| veleszületett hypomyelination lásd Charcot-Marie-Tooth betegség, type 1 lásd Charcot-Marie-Tooth betegség, type 4 |         |            |
| veleszületett hypothyroidism                                                                                      |         |            |
| veleszületett methemoglobinemia lásd methemoglobinemia, béta-globin type                                          |         |            |
| veleszületett osteosclerosis lásd achondroplasia                                                                  |         |            |
| veleszületett sideroblastic anaemia lásd X-hez kapcsolt sideroblastic Anémia                                      |         |            |
| Connective Tissue rendellenességs                                                                                 |         |            |
| Cooley's Anémia lásd béta talasszémia                                                                             |         |            |
| Copper storage betegség lásd Wilson betegség                                                                      |         |            |
| Copper transport betegség lásd Menkes szindróma                                                                   |         |            |
| Coproporfíria, hereditary lásd hereditary coproporfíria                                                           |         |            |
| Coproporphyrinogen oxidase deficiencia lásd hereditary coproporfíria                                              |         |            |
| Cowden szindróma                                                                                                  |         |            |
| CPO deficiencia lásd hereditary coproporfíria                                                                     |         |            |
| CPRO deficiencia lásd hereditary coproporfíria                                                                    |         |            |
| CPX deficiencia lásd hereditary coproporfíria                                                                     |         |            |
| Craniofacial dysarthrosis lásd Crouzon szindróma                                                                  |         |            |
| Craniofacial Dysostosis lásd Crouzon szindróma                                                                    |         |            |
| Cretinism lásd veleszületett hypothyroidism                                                                       |         |            |
| Creutzfeldt-Jakob kór lásd prion betegség                                                                         |         |            |
| cri du chat szindróma                                                                                             |         |            |
| Crouzon szindróma                                                                                                 |         |            |
| Crouzon szindróma with acanthosis nigricans lásd Crouzonodermoskeletal szindróma                                  |         |            |
| Crouzonodermoskeletal szindróma                                                                                   |         |            |
| CS lásd Cockayne szindróma lásd Cowden szindróma                                                                  |         |            |
| Curschmann-Batten-Steinert szindróma lásd myotonic dystrophy                                                      |         |            |
| cutis gyrata szindróma of Beare-Stevenson lásd Beare-Stevenson cutis gyrata szindróma                             |         |            |
| cystic fibrosis                                                                                                   |         |            |

## D
| Betegség                                                                                            | Mutáció | Kromoszóma |
| --------------------------------------------------------------------------------------------------- | ------- | ---------- |
| D-glycerate dehydrogenase deficiencia lásd hyperoxaluria, primary                                   |         |            |
| Dappled metaphysis szindróma lásd spondyloepimetaphyseal diszplázia, Strudwick type                 |         |            |
| DAT - Dementia Alzheimer's type lásd Alzheimer betegség                                             |         |            |
| DBMD lásd muscular dystrophy, Duchenne and Becker types                                             |         |            |
| Deafness with goiter lásd Pendred szindróma                                                         |         |            |
| Deafness-retinitis pigmentosa szindróma lásd Usher szindróma                                        |         |            |
| deficiencia betegség, Phenylalanine hidroxiláz lásd fenilketonúria                                  |         |            |
| Degenerative Nerve betegségs                                                                        |         |            |
| Dejerine-Sottas szindróma lásd Charcot-Marie-Tooth betegség                                         |         |            |
| Delta-aminolevulinate dehidratáz deficiencia porfíria lásd ALAD deficiencia porfíria                |         |            |
| Dementia lásd CADASIL                                                                               |         |            |
| demyelinogenic leukodystrophy lásd Alexander betegség                                               |         |            |
| Dermatosparactic type of Ehlers-Danlos szindróma lásd Ehlers-Danlos szindróma, dermatosparaxis type |         |            |
| Dermatosparaxis lásd Ehlers-Danlos szindróma, dermatosparaxis type                                  |         |            |
| Developmental Disabilities                                                                          |         |            |
| dHMN lásd amyotrophic lateral sclerosis, type 4                                                     |         |            |
| DHMN-V lásd distal spinal muscular atrophy, type V                                                  |         |            |
| DHTR deficiencia lásd androgen inszenzitivitás szindróma                                            |         |            |
| Diffuse Globoid Body Sclerosis lásd Krabbe betegség                                                 |         |            |
| Dihydrotestosterone receptor deficiencia lásd androgen inszenzitivitás szindróma                    |         |            |
| distal spinal muscular atrophy, type V                                                              |         |            |
| DM1 lásd myotonic dystrophy, type 1                                                                 |         |            |
| DM2 lásd myotonic dystrophy, type 2                                                                 |         |            |
| Down-szindróma                                                                                      |         |            |
| DSMAV lásd distal spinal muscular atrophy, type V                                                   |         |            |
| DSN lásd Charcot-Marie-Tooth betegség, type 4                                                       |         |            |
| DSS lásd Charcot-Marie-Tooth betegség, type 4                                                       |         |            |
| Duchenne/Becker muscular dystrophy lásd muscular dystrophy, Duchenne and Becker types               |         |            |
| Dwarf, achondroplastic lásd achondroplasia                                                          |         |            |
| Dwarf, thanatophoric lásd thanatophoric diszplázia                                                  |         |            |
| Dwarfism                                                                                            |         |            |
| Dwarfism-retinal atrophy-deafness szindróma lásd Cockayne szindróma                                 |         |            |
| dysmyelinogenic leukodystrophy lásd Alexander betegség                                              |         |            |
| Dystrophia myotonica lásd myotonic dystrophy                                                        |         |            |
| dystrophia retinae pigmentosa-dysostosis szindróma lásd Usher szindróma                             |         |            |

## E
| Betegség | Mutáció | Kromoszóma |
| --- | ------- | ---------- |
| Early-Onset familial Alzheimer betegség (EOFAD) lásd Alzheimer betegség, type 1 lásd Alzheimer betegség, type 3 lásd Alzheimer betegség, type 4 |         |            |
| EDS lásd Ehlers–Danlos-szindróma |         |            |
| Ehlers–Danlos-szindróma |         |            |
| Ekman-Lobstein betegség lásd osteogenesis imperfecta                                                                                            |         |            |
| entrapment neuropathy lásd hereditary neuropathy with liability to pressure palsies                                                             |         |            |
| Epiloia lásd tuberous sclerosis |         |            |
| EPP lásd erythropoietic protoporfíria |         |            |
| Erythroblastic Anémia lásd béta talasszémia |         |            |
| Erythrohepatic protoporfíria lásd erythropoietic protoporfíria                                                                                  |         |            |
| Erythroid 5-aminolevulinate synthetase deficiencia lásd X-hez kapcsolt sideroblastic Anémia                                                     |         |            |
| Erythropoietic porfíria lásd veleszületett erythropoietic porfíria                                                                              |         |            |
| erythropoietic protoporfíria |         |            |
| Erythropoietic uroporfíria lásd veleszületett erythropoietic porfíria                                                                           |         |            |
| Eye cancer lásd retinoblastoma FA - Friedreich-ataxia lásd Friedreich-ataxia                                                                    |         |            |

## F
| Betegség                                                                                             | Mutáció | Kromoszóma |
| --- | ------- | ---------- |
| Fabry betegség                                                                                       |         |            |
| Facial Injuries and rendellenességs                                                                  |         |            |
| factor V Leiden thrombophilia                                                                        |         |            |
| FALS lásd amyotrophic lateral sclerosis                                                              |         |            |
| familial Acoustic Neuromas lásd neurofibromatosis 2                                                  |         |            |
| familial adenomatous polyposis                                                                       |         |            |
| familial Alzheimer betegség (FAD) lásd Alzheimer betegség                                            |         |            |
| familial amyotrophic lateral sclerosis lásd amyotrophic lateral sclerosis                            |         |            |
| familial dysautonomia                                                                                |         |            |
| familial fat-induced hypertriglyceridemia lásd lipoprotein lipase deficiencia, familial              |         |            |
| familial Hemochromatosis lásd hemochromatosis                                                        |         |            |
| familial LPL deficiencia lásd lipoprotein lipase deficiencia, familial                               |         |            |
| familial nonpolyposis colon cancer lásd hereditary nonpolyposis colorectal cancer                    |         |            |
| familial paroxysmal polyserositis lásd Mediterranean fever, familial                                 |         |            |
| familial PCT lásd porfíria cutanea tarda                                                             |         |            |
| familial pressure sensitive neuropathy lásd hereditary neuropathy with liability to pressure palsies |         |            |
| familial primary pulmonary hypertension (FPPH) lásd primary pulmonary hypertension                   |         |            |
| familial Turner szindróma lásd Noonan-szindróma                                                      |         |            |
| familial vascular leukoencephalopathy lásd CADASIL                                                   |         |            |
| FAP lásd familial adenomatous polyposis                                                              |         |            |
| FD lásd familial dysautonomia                                                                        |         |            |
| Female Pseudo-Turner szindróma lásd Noonan-szindróma                                                 |         |            |
| Ferrochelatase deficiencia lásd erythropoietic protoporfíria                                         |         |            |
| ferroportin betegség lásd hemochromatosis, type 4                                                    |         |            |
| Fever lásd Mediterranean fever, familial                                                             |         |            |
| FGFR3-associated coronal synostosis lásd Muenke szindróma                                            |         |            |
| fibrinoid degeneration of astrocytes lásd Alexander betegség                                         |         |            |
| Fibrocystic betegség of Pancreas lásd cystic fibrosis                                                |         |            |
| FMF lásd Mediterranean fever, familial                                                               |         |            |
| Folling betegség lásd fenilketonúria                                                                 |         |            |
| fra(X) szindróma lásd fragile X szindróma                                                            |         |            |
| fragile X szindróma                                                                                  |         |            |
| Fragilitas ossium lásd osteogenesis imperfecta                                                       |         |            |
| FRAXA szindróma lásd fragile X szindróma                                                             |         |            |
| FRDA lásd Friedreich-ataxia                                                                          |         |            |
| Friedreich-ataxia                                                                                    |         |            |
| FXS lásd fragile X szindróma                                                                         |         |            |

## G
| Betegség                                                                        | Mutáció | Kromoszóma |
| ------------------------------------------------------------------------------- | ------- | ---------- |
| Galactokináz deficiencia betegség lásd galactosemia                             |         |            |
| Galactose-1-Phosphate Uridyl-Transferase deficiencia betegség lásd galactosemia |         |            |
| galactosemia                                                                    |         |            |
| Galactosylceramidase deficiencia betegség lásd Krabbe betegség                  |         |            |
| Galactosylceramide lipidosis lásd Krabbe betegség                               |         |            |
| galactosylcerebrosidase deficiencia lásd Krabbe betegség                        |         |            |
| galactosylsphingosine lipidosis lásd Krabbe betegség                            |         |            |
| GALC deficiencia lásd Krabbe betegség                                           |         |            |
| GALT deficiencia lásd galactosemia                                              |         |            |
| Gaucher betegség                                                                |         |            |
| Gaucher's betegség                                                              |         |            |
| Gaucher-Like betegség lásd pseudo-Gaucher betegség                              |         |            |
| GBA deficiencia lásd Gaucher betegség, type 1                                   |         |            |
| GD lásd Gaucher betegség                                                        |         |            |
| Genetic Brain rendellenességs                                                   |         |            |
| genetic emphysema lásd alfa-1 antitrypsin deficiencia                           |         |            |
| genetic hemochromatosis lásd hemochromatosis                                    |         |            |
| Giant cell hepatitis, neonatal lásd hemochromatosis, neonatal                   |         |            |
| GLA deficiencia lásd Fabry betegség                                             |         |            |
| Glioblastoma, retinal lásd retinoblastoma                                       |         |            |
| Glioma, retinal lásd retinoblastoma                                             |         |            |
| globoid cell leukodystrophy (GCL, GLD) lásd Krabbe betegség                     |         |            |
| globoid cell leukoencephalopathy lásd Krabbe betegség                           |         |            |
| Glucocerebrosidase deficiencia lásd Gaucher betegség                            |         |            |
| Glucocerebrosidosis lásd Gaucher betegség                                       |         |            |
| Glucosyl cerebroside lipidosis lásd Gaucher betegség                            |         |            |
| Glucosylceramidase deficiencia lásd Gaucher betegség                            |         |            |
| Glucosylceramide béta-glucosidase deficiencia lásd Gaucher betegség             |         |            |
| Glucosylceramide lipidosis lásd Gaucher betegség                                |         |            |
| glyceric aciduria lásd hyperoxaluria, primary                                   |         |            |
| glycolic aciduria lásd hyperoxaluria, primary                                   |         |            |
| GM2 gangliosidosis, type 1 lásd Tay–Sachs-betegség                              |         |            |
| Goiter-deafness szindróma lásd Pendred szindróma                                |         |            |
| Graefe-Usher szindróma lásd Usher szindróma                                     |         |            |
| Gronblad-Strandberg szindróma lásd pseudoxanthoma elasticum                     |         |            |
| Guenther porfíria lásd veleszületett erythropoietic porfíria                    |         |            |
| Gunther betegség lásd veleszületett erythropoietic porfíria                     |         |            |

## H
| Betegség                                                                                           | Mutáció                                                        | Kromoszóma                  |
| -------------------------------------------------------------------------------------------------- | -------------------------------------------------------------- | --------------------------- |
| Haemochromatosis lásd hemochromatosis                                                              |                                                                |                             |
| Hallgren szindróma lásd Usher szindróma                                                            |                                                                |                             |
| Hb S betegség lásd sickle cell Anémia                                                              |                                                                |                             |
| HCH lásd hypochondroplasia                                                                         |                                                                |                             |
| HCP lásd hereditary coproporfíria                                                                  |                                                                |                             |
| Head and Brain Malformations                                                                       |                                                                |                             |
| Hearing rendellenességs and Deafness                                                               |                                                                |                             |
| Hearing Problems in Children                                                                       |                                                                |                             |
| HEF2A lásd hemochromatosis, type 2                                                                 |                                                                |                             |
| HEF2B lásd hemochromatosis, type 2                                                                 |                                                                |                             |
| Hematoporfíria lásd porfíria                                                                       |                                                                |                             |
| Heme synthetase deficiencia lásd erythropoietic protoporfíria                                      |                                                                |                             |
| Hemochromatoses lásd hemochromatosis                                                               |                                                                |                             |
| hemochromatosis                                                                                    |                                                                |                             |
| hemoglobin M betegség lásd methemoglobinemia, béta-globin type                                     |                                                                |                             |
| Hemoglobin S betegség lásd sickle cell Anémia                                                      |                                                                |                             |
| hemophilia                                                                                         |                                                                |                             |
| HEP lásd hepatoerythropoietic porfíria                                                             |                                                                |                             |
| hepatic AGT deficiencia lásd hyperoxaluria, primary                                                |                                                                |                             |
| hepatoerythropoietic porfíria                                                                      |                                                                |                             |
| Hepatolenticular degeneration szindróma lásd Wilson betegség                                       |                                                                |                             |
| hereditary arthro-ophthalmopathy lásd Stickler szindróma                                           |                                                                |                             |
| hereditary coproporfíria                                                                           |                                                                |                             |
| hereditary dystopic lipidosis lásd Fabry betegség                                                  |                                                                |                             |
| hereditary Hemochromatosis (HHC) lásd hemochromatosis                                              |                                                                |                             |
| hereditary iron-loading Anémia lásd X-hez kapcsolt sideroblastic Anémia                            |                                                                |                             |
| hereditary motor and sensory neuropathy lásd Charcot-Marie-Tooth betegség                          |                                                                |                             |
| hereditary motor neuronopathy lásd spinal muscular atrophy                                         |                                                                |                             |
| hereditary motor neuronopathy, type V lásd distal spinal muscular atrophy, type V                  |                                                                |                             |
| hereditary neuropathy with liability to pressure palsies                                           |                                                                |                             |
| hereditary nonpolyposis colorectal cancer                                                          | DNA mismatch repair dysfunction usually in MSH2 and MLH1 genes | usually chromosomes 2 and 3 |
| hereditary Periodic Fever szindrómas lásd Mediterranean fever, familial                            |                                                                |                             |
| hereditary Polyposis Coli lásd familial adenomatous polyposis                                      |                                                                |                             |
| hereditary pulmonary emphysema lásd alfa-1 antitrypsin deficiencia                                 |                                                                |                             |
| hereditary resistance to activated protein C lásd factor V Leiden thrombophilia                    |                                                                |                             |
| hereditary sensory and autonomic neuropathy type III lásd familial dysautonomia                    |                                                                |                             |
| hereditary Spastic Paraplegia lásd infantile-onset ascending hereditary spastic paralysis          |                                                                |                             |
| hereditary spinal ataxia lásd Friedreich-ataxia                                                    |                                                                |                             |
| hereditary Spinal Sclerosis lásd Friedreich-ataxia                                                 |                                                                |                             |
| Herrick's Anémia lásd sickle cell Anémia                                                           |                                                                |                             |
| Heterozygous OSMED lásd Weissenbacher-Zweymüller szindróma                                         |                                                                |                             |
| Heterozygous otospondylomegaepiphyseal diszplázia lásd Weissenbacher-Zweymüller szindróma          |                                                                |                             |
| HexA deficiencia lásd Tay–Sachs-betegség                                                           |                                                                |                             |
| Hexosaminidase A deficiencia lásd Tay–Sachs-betegség                                               |                                                                |                             |
| Hexosaminidase alfa-subunit deficiencia (variant B) lásd Tay–Sachs-betegség                        |                                                                |                             |
| HFE-associated hemochromatosis lásd hemochromatosis                                                |                                                                |                             |
| HGPS lásd Hutchinson-Gilford progeria szindróma                                                    |                                                                |                             |
| Hippel-Lindau betegség lásd von Hippel-Lindau betegség                                             |                                                                |                             |
| HLAH lásd hemochromatosis                                                                          |                                                                |                             |
| HMN V lásd distal spinal muscular atrophy, type V                                                  |                                                                |                             |
| HMSN lásd Charcot-Marie-Tooth betegség                                                             |                                                                |                             |
| HNPCC lásd hereditary nonpolyposis colorectal cancer                                               |                                                                |                             |
| HNPP lásd hereditary neuropathy with liability to pressure palsies                                 |                                                                |                             |
| homocystinuria                                                                                     |                                                                |                             |
| Homogentizinsav oxidáz deficiencia lásd alkaptonuria                                               |                                                                |                             |
| Homogentisic acidura lásd alkaptonuria                                                             |                                                                |                             |
| Homozygous porfíria cutanea tarda lásd hepatoerythropoietic porfíria                               |                                                                |                             |
| HP1 lásd hyperoxaluria, primary                                                                    |                                                                |                             |
| HP2 lásd hyperoxaluria, primary                                                                    |                                                                |                             |
| HPA lásd hyperphenylalaninemia                                                                     |                                                                |                             |
| HPRT - Hypoxanthine-guanine phosphoribosyltransferase deficiencia lásd Lesch-Nyhan szindróma       |                                                                |                             |
| HSAN Type III lásd familial dysautonomia                                                           |                                                                |                             |
| HSAN3 lásd familial dysautonomia                                                                   |                                                                |                             |
| HSN-III lásd familial dysautonomia                                                                 |                                                                |                             |
| Human dermatosparaxis lásd Ehlers-Danlos szindróma, dermatosparaxis type                           |                                                                |                             |
| Huntington betegség                                                                                |                                                                |                             |
| Huntington's betegség lásd Huntington betegség                                                     |                                                                |                             |
| Hutchinson-Gilford progeria szindróma                                                              |                                                                |                             |
| Hyperandrogenism, nonclassic type, due to 21-hidroxiláz deficiencia lásd 21-hidroxiláz deficiencia |                                                                |                             |
| Hyperchylomicronemia, familial lásd lipoprotein lipase deficiencia, familial                       |                                                                |                             |
| hyperglycinemia with ketoacidosis and leukopenia lásd propionic acidemia                           |                                                                |                             |
| Hyperlipoproteinemia Type I lásd lipoprotein lipase deficiencia, familial                          |                                                                |                             |
| hyperoxaluria, primary                                                                             |                                                                |                             |
| hyperphenylalaninaemia lásd hyperphenylalaninemia                                                  |                                                                |                             |
| hyperphenylalaninemia                                                                              |                                                                |                             |
| Hypochondrodiszplázia lásd hypochondroplasia                                                       |                                                                |                             |
| hypochondrogenesis                                                                                 |                                                                |                             |
| hypochondroplasia                                                                                  |                                                                |                             |
| Hypochromic Anémia lásd X-hez kapcsolt sideroblastic Anémia                                        |                                                                |                             |
| Hypocupremia, veleszületett lásd Menkes szindróma                                                  |                                                                |                             |
| hypoxanthine phosphoribosyltransferse (HPRT) deficiencia lásd Lesch-Nyhan szindróma                |                                                                |                             |

## I
| Betegség                                                                                             | Mutáció | Kromoszóma |
| --- | ------- | ---------- |
| IAHSP lásd infantile-onset ascending hereditary spastic paralysis                                    |         |            |
| idiopathic hemochromatosis lásd hemochromatosis, type 3                                              |         |            |
| Idiopathic neonatal hemochromatosis lásd hemochromatosis, neonatal                                   |         |            |
| Idiopathic pulmonary hypertension lásd primary pulmonary hypertension                                |         |            |
| Immune System and rendellenességs lásd X-hez kapcsolt severe combined immunodeficiencia              |         |            |
| incontinentia pigmenti                                                                               |         |            |
| Infantile cerebral Gaucher's betegség lásd Gaucher betegség, type 2                                  |         |            |
| Infantile Gaucher betegség lásd Gaucher betegség, type 2                                             |         |            |
| infantile-onset ascending hereditary spastic paralysis                                               |         |            |
| Infertility                                                                                          |         |            |
| inherited emphysema lásd alfa-1 antitrypsin deficiencia                                              |         |            |
| Inherited Human Transmissible Spongiform Encephalopathies lásd prion betegség                        |         |            |
| inherited tendency to pressure palsies lásd hereditary neuropathy with liability to pressure palsies |         |            |
| Insley-Astley szindróma lásd otospondylomegaepiphyseal diszplázia                                    |         |            |
| intermittáló akut porfíria szindróma lásd akut intermittáló porfíria                                 |         |            |
| Intestinal polyposis-cutaneous pigmentation szindróma lásd Peutz-Jeghers szindróma                   |         |            |
| IP lásd incontinentia pigmenti                                                                       |         |            |
| Iron storage rendellenesség lásd hemochromatosis                                                     |         |            |
| Isolated deafness lásd nonsyndromic deafness                                                         |         |            |

## J
| Betegség                                                                                | Mutáció | Kromoszóma |
| --------------------------------------------------------------------------------------- | ------- | ---------- |
| Jackson-Weiss szindróma                                                                 |         |            |
| JH lásd hemochromatosis, type 2                                                         |         |            |
| JPLS lásd primary lateral sclerosis, juvenile                                           |         |            |
| juvenile amyotrophic lateral sclerosis lásd amyotrophic lateral sclerosis, type 2       |         |            |
| Juvenile gout, choreoathetosis, mental retardation szindróma lásd Lesch-Nyhan szindróma |         |            |
| juvenile hyperuricemia szindróma lásd Lesch-Nyhan szindróma                             |         |            |
| juvenile PLS lásd primary lateral sclerosis, juvenile                                   |         |            |
| JWS lásd Jackson-Weiss szindróma                                                        |         |            |

## K
| Betegség                                                                           | Mutáció | Kromoszóma |
| ---------------------------------------------------------------------------------- | ------- | ---------- |
| KD lásd spinal and bulbar muscular atrophy                                         |         |            |
| Kennedy betegség lásd spinal and bulbar muscular atrophy                           |         |            |
| Kennedy spinal and bulbar muscular atrophy lásd spinal and bulbar muscular atrophy |         |            |
| Kerasin histiocytosis lásd Gaucher betegség                                        |         |            |
| Kerasin lipoidosis lásd Gaucher betegség                                           |         |            |
| Kerasin thesaurismosis lásd Gaucher betegség                                       |         |            |
| ketotic glycinemia lásd propionic acidemia                                         |         |            |
| ketotic hyperglycinemia lásd propionic acidemia                                    |         |            |
| Kidney betegségs lásd hyperoxaluria, primary                                       |         |            |
| Kinky Hair szindróma lásd Menkes szindróma                                         |         |            |
| Klinefelter-szindróma                                                              |         |            |
| Kniest diszplázia                                                                  |         |            |
| Krabbe betegség                                                                    |         |            |

## L
| Betegség                                                                       | Mutáció | Kromoszóma |
| ------------------------------------------------------------------------------ | ------- | ---------- |
| Lacunar Dementia lásd CADASIL                                                  |         |            |
| Langer-Saldino achondrogenesis lásd achondrogenesis, type II                   |         |            |
| Langer-Saldino diszplázia lásd achondrogenesis, type II                        |         |            |
| Late Onset Alzheimer betegség lásd Alzheimer betegség, type 2                  |         |            |
| Late-Onset familial Alzheimer betegség (AD2) lásd Alzheimer betegség, type 2   |         |            |
| late-onset Krabbe betegség (LOKD) lásd Krabbe betegség                         |         |            |
| Learning rendellenességs                                                       |         |            |
| Lentiginosis, Perioral lásd Peutz-Jeghers szindróma                            |         |            |
| Lesch-Nyhan szindróma                                                          |         |            |
| Leukodystrophies                                                               |         |            |
| leukodystrophy with Rosenthal fibers lásd Alexander betegség                   |         |            |
| Leukodystrophy, spongiform lásd Canavan betegség                               |         |            |
| LFS lásd Li-Fraumeni szindróma                                                 |         |            |
| Li-Fraumeni szindróma                                                          |         |            |
| Lipase D deficiencia lásd lipoprotein lipase deficiencia, familial             |         |            |
| LIPD deficiencia lásd lipoprotein lipase deficiencia, familial                 |         |            |
| Lipidosis, cerebroside lásd Gaucher betegség                                   |         |            |
| Lipidosis, ganglioside, infantile lásd Tay–Sachs-betegség                      |         |            |
| Lipoid histiocytosis (kerasin type) lásd Gaucher betegség                      |         |            |
| lipoprotein lipase deficiencia, familial                                       |         |            |
| Liver betegségs lásd galactosemia                                              |         |            |
| Lou Gehrig betegség lásd amyotrophic lateral sclerosis                         |         |            |
| Louis-Bar szindróma lásd ataxia-telangiectasia                                 |         |            |
| Lynch szindróma lásd hereditary nonpolyposis colorectal cancer                 |         |            |
| Lysyl-hidroxiláz deficiencia lásd Ehlers-Danlos szindróma, kyphoscoliosis type |         |            |

## M
| Betegség                                                                                | Mutáció | Kromoszóma |
| --------------------------------------------------------------------------------------- | ------- | ---------- |
| Machado-Joseph betegség lásd Spinocerebellar ataxia type 3                              |         |            |
| Male Breast Cancer lásd breast cancer                                                   |         |            |
| Male Genital rendellenesség                                                             |         |            |
| Male Turner szindróma lásd Noonan-szindróma                                             |         |            |
| Malignant neoplasm of breast lásd breast cancer                                         |         |            |
| malignant tumor of breast lásd breast cancer                                            |         |            |
| Malignant tumor of urinary bladder lásd bladder cancer                                  |         |            |
| Mammary cancer lásd breast cancer                                                       |         |            |
| Marfan szindróma                                                                        |         |            |
| Marker X szindróma lásd fragile X szindróma                                             |         |            |
| Martin-Bell szindróma lásd fragile X szindróma                                          |         |            |
| Mediterranean Anémia lásd béta talasszémia                                              |         |            |
| Mediterranean fever, familial                                                           |         |            |
| Mega-epiphyseal dwarfism lásd otospondylomegaepiphyseal diszplázia                      |         |            |
| Menkea szindróma lásd Menkes szindróma                                                  |         |            |
| Menkes szindróma                                                                        |         |            |
| Mental retardation with osteocartilaginous abnormalities lásd Coffin-Lowry szindróma    |         |            |
| Metabolic rendellenességs                                                               |         |            |
| Metatropic dwarfism, type II lásd Kniest diszplázia                                     |         |            |
| Metatropic diszplázia type II lásd Kniest diszplázia                                    |         |            |
| methemoglobinemia, béta-globin type                                                     |         |            |
| methylmalonic acidemia                                                                  |         |            |
| MFS lásd Marfan szindróma                                                               |         |            |
| MHAM lásd Cowden szindróma                                                              |         |            |
| MK - Menkes szindróma lásd Menkes szindróma                                             |         |            |
| MMA lásd methylmalonic acidemia                                                         |         |            |
| MNK - Menkes szindróma lásd Menkes szindróma                                            |         |            |
| monosomy X lásd Turner szindróma                                                        |         |            |
| Motor Neuron betegség, Amyotrophic Lateral Sclerosis lásd amyotrophic lateral sclerosis |         |            |
| Movement rendellenességs                                                                |         |            |
| Mucoviscidosis lásd cystic fibrosis                                                     |         |            |
| Muenke szindróma                                                                        |         |            |
| Multi-Infarct Dementia lásd CADASIL                                                     |         |            |
| Multiple Carboxylase deficiencia, Late-Onset lásd biotinidase deficiencia               |         |            |
| Multiple hamartoma szindróma lásd Cowden szindróma                                      |         |            |
| Multiple neurofibromatosis lásd neurofibromatózis                                       |         |            |
| Muscular Dystrophy                                                                      |         |            |
| muscular dystrophy, Duchenne and Becker types                                           |         |            |
| Myotonia atrophica lásd myotonic dystrophy                                              |         |            |
| Myotonia dystrophica lásd myotonic dystrophy                                            |         |            |
| myotonic dystrophy                                                                      |         |            |
| Myxedema, veleszületett lásd veleszületett hypothyroidism                               |         |            |

## N
| Betegség                                                                                                   | Mutáció | Kromoszóma |
| --- | ------- | ---------- |
| Nance-Insley szindróma lásd otospondylomegaepiphyseal diszplázia                                           |         |            |
| Nance-Sweeney chondrodiszplázia lásd otospondylomegaepiphyseal diszplázia                                  |         |            |
| NBIA1 lásd pantothenate kináz-associated neurodegeneration                                                 |         |            |
| Neill-Dingwall szindróma lásd Cockayne szindróma                                                           |         |            |
| Neuroblastoma, retinal lásd retinoblastoma                                                                 |         |            |
| Neurodegeneration with Brain Iron Accumulation Type 1 lásd pantothenate kináz-associated neurodegeneration |         |            |
| neurofibromatózis                                                                                          |         |            |
| Neurologic betegségs                                                                                       |         |            |
| Neuromuscular rendellenességs                                                                              |         |            |
| neuronopathy, distal hereditary motor, type V lásd distal spinal muscular atrophy, type V                  |         |            |
| neuronopathy, distal hereditary motor, with pyramidal features lásd amyotrophic lateral sclerosis, type 4  |         |            |
| NF lásd neurofibromatózis                                                                                  |         |            |
| Noack szindróma lásd Pfeiffer szindróma                                                                    |         |            |
| Non-Neuronopathic Gaucher betegség lásd Gaucher betegség, type 1                                           |         |            |
| Non-Phenylketonuric Hyperphenylalaninemia lásd tetrahydrobiopterin deficiencia                             |         |            |
| nonsyndromic deafness                                                                                      |         |            |
| Noonan-szindróma                                                                                           |         |            |
| Norrbottnian Gaucher betegség lásd Gaucher betegség, type 3                                                |         |            |

## O
| Betegség                                                                         | Mutáció | Kromoszóma |
| -------------------------------------------------------------------------------- | ------- | ---------- |
| Ochronosis lásd alkaptonuria                                                     |         |            |
| Ochronotic arthritis lásd alkaptonuria                                           |         |            |
| OI lásd osteogenesis imperfecta                                                  |         |            |
| OSMED lásd otospondylomegaepiphyseal diszplázia                                  |         |            |
| osteogenesis imperfecta                                                          |         |            |
| Osteopsathyrosis lásd osteogenesis imperfecta                                    |         |            |
| Osteosclerosis congenita lásd achondroplasia                                     |         |            |
| Oto-spondylo-megaepiphyseal diszplázia lásd otospondylomegaepiphyseal diszplázia |         |            |
| otospondylomegaepiphyseal diszplázia                                             |         |            |
| Oxalosis lásd hyperoxaluria, primary                                             |         |            |
| Oxaluria, Primary lásd hyperoxaluria, primary                                    |         |            |

## P
| Betegség                                                                                                   | Mutáció | Kromoszóma |
| --- | ------- | ---------- |
| pantothenate kináz-associated neurodegeneration                                                            |         |            |
| PBGD deficiencia lásd akut intermittáló porfíria                                                           |         |            |
| PCC deficiencia lásd propionic acidemia                                                                    |         |            |
| PCT lásd porfíria cutanea tarda                                                                            |         |            |
| PDM lásd myotonic dystrophy, type 2                                                                        |         |            |
| Pendred szindróma                                                                                          |         |            |
| Periodic betegség lásd Mediterranean fever, familial                                                       |         |            |
| Periodic peritonitis lásd Mediterranean fever, familial                                                    |         |            |
| Periorificial lentiginosis szindróma lásd Peutz-Jeghers szindróma                                          |         |            |
| Peripheral Nerve rendellenességs lásd familial dysautonomia                                                |         |            |
| Peripheral Neurofibromatosis lásd neurofibromatózis 1                                                      |         |            |
| Peroneal Muscular Atrophy lásd Charcot-Marie-Tooth betegség                                                |         |            |
| peroxisomal alanine:glyoxylate aminotransferase deficiencia lásd hyperoxaluria, primary                    |         |            |
| Peutz-Jeghers szindróma                                                                                    |         |            |
| Pfeiffer szindróma                                                                                         |         |            |
| Phenylalanine hidroxiláz deficiencia betegség lásd fenilketonúria                                          |         |            |
| fenilketonúria                                                                                             |         |            |
| Pheochromocytoma lásd von Hippel-Lindau betegség                                                           |         |            |
| Pierre Robin szindróma with fetal chondrodiszplázia lásd Weissenbacher-Zweymüller szindróma                |         |            |
| Pigmentary cirrhosis lásd hemochromatosis                                                                  |         |            |
| PJS lásd Peutz-Jeghers szindróma                                                                           |         |            |
| PKAN lásd pantothenate kináz-associated neurodegeneration                                                  |         |            |
| PKU lásd fenilketonúria                                                                                    |         |            |
| PLSJ lásd primary lateral sclerosis, juvenile                                                              |         |            |
| Plumboporfíria lásd ALAD deficiencia porfíria                                                              |         |            |
| PMA lásd Charcot-Marie-Tooth betegség                                                                      |         |            |
| Polyposis coli lásd familial adenomatous polyposis                                                         |         |            |
| Polyposis, hamartomatous intestinal lásd Peutz-Jeghers szindróma                                           |         |            |
| Polyposis, Intestinal, II lásd Peutz-Jeghers szindróma                                                     |         |            |
| Polyps-and-spots szindróma lásd Peutz-Jeghers szindróma                                                    |         |            |
| Porphobilinogen synthase deficiencia lásd ALAD deficiencia porfíria                                        |         |            |
| porfíria                                                                                                   |         |            |
| porphyrin rendellenesség lásd porfíria                                                                     |         |            |
| PPH lásd primary pulmonary hypertension                                                                    |         |            |
| PPOX deficiencia lásd variegate porfíria                                                                   |         |            |
| Prader-Labhart-Willi szindróma lásd Prader-Willi-szindróma                                                 |         |            |
| Prader-Willi-szindróma                                                                                     |         |            |
| Presenile and senile dementia lásd Alzheimer betegség                                                      |         |            |
| Primary Hemochromatosis lásd hemochromatosis                                                               |         |            |
| primary hyperuricemia szindróma lásd Lesch-Nyhan szindróma                                                 |         |            |
| primary lateral sclerosis, juvenile                                                                        |         |            |
| primary pulmonary hypertension                                                                             |         |            |
| Primary Senile Degenerative Dementia lásd Alzheimer betegség                                               |         |            |
| prion betegség                                                                                             |         |            |
| Procollagen type EDS VII, mutant lásd Ehlers-Danlos szindróma, arthrochalasia type                         |         |            |
| Progeria lásd Hutchinson-Gilford progeria szindróma                                                        |         |            |
| Progeria-Like szindróma lásd Cockayne szindróma                                                            |         |            |
| progeroid nanism lásd Cockayne szindróma                                                                   |         |            |
| Progressive Chorea, Chronic hereditary (Huntington) lásd Huntington betegség                               |         |            |
| Progressive Muscular Atrophy lásd spinal muscular atrophy                                                  |         |            |
| Progressively deforming osteogenesis imperfecta with normal sclerae lásd osteogenesis imperfecta, type III |         |            |
| PROMM lásd myotonic dystrophy, type 2                                                                      |         |            |
| propionic acidemia                                                                                         |         |            |
| propionyl-CoA carboxylase deficiencia lásd propionic acidemia                                              |         |            |
| Protein C deficiencia                                                                                      |         |            |
| Protein S deficiencia                                                                                      |         |            |
| Protoporfíria lásd erythropoietic protoporfíria                                                            |         |            |
| Protoporphyrinogen oxidase deficiencia lásd variegate porfíria                                             |         |            |
| Proximal myotonic dystrophy lásd myotonic dystrophy, type 2                                                |         |            |
| Proximal myotonic myopathy lásd myotonic dystrophy, type 2                                                 |         |            |
| pseudo-Gaucher betegség                                                                                    |         |            |
| pseudo-Ullrich-Turner szindróma lásd Noonan-szindróma                                                      |         |            |
| pseudoxanthoma elasticum                                                                                   |         |            |
| psychosine lipidosis lásd Krabbe betegség                                                                  |         |            |
| pulmonary arterial hypertension lásd primary pulmonary hypertension                                        |         |            |
| Pulmonary hypertension lásd primary pulmonary hypertension                                                 |         |            |
| PWS lásd Prader-Willi-szindróma                                                                            |         |            |
| PXE - Pseudoxanthoma elasticum lásd pseudoxanthoma elasticum                                               |         |            |

## R
| Betegség                                                     | Mutáció | Kromoszóma |
| ------------------------------------------------------------ | ------- | ---------- |
| Rb lásd retinoblastoma                                       |         |            |
| Recklinghausen betegség, Nerve lásd neurofibromatózis 1      |         |            |
| Recurrent polyserositis lásd Mediterranean fever, familial   |         |            |
| Retinal rendellenességs                                      |         |            |
| Retinitis pigmentosa-deafness szindróma lásd Usher szindróma |         |            |
| retinoblastoma                                               |         |            |
| Rett szindróma                                               |         |            |
| RFALS type 3 lásd amyotrophic lateral sclerosis, type 2      |         |            |
| Ricker szindróma lásd myotonic dystrophy, type 2             |         |            |
| Riley-Day szindróma lásd familial dysautonomia               |         |            |
| Roussy-Levy szindróma lásd Charcot-Marie-Tooth betegség      |         |            |
| RSTS lásd Rubinstein-Taybi szindróma                         |         |            |
| RTS lásd Rett szindróma lásd Rubinstein-Taybi szindróma      |         |            |
| RTT lásd Rett szindróma                                      |         |            |
| Rubinstein-Taybi szindróma                                   |         |            |

## S
| Betegség | Mutáció | Kromoszóma |
| --- | ------- | ---------- |
| Sack-Barabas szindróma lásd Ehlers-Danlos szindróma, vascular type                                                 |         |            |
| SADDAN |         |            |
| Sarcoma family szindróma of Li and Fraumeni lásd Li-Fraumeni szindróma                                             |         |            |
| Sarcoma, breast, leukemia, and adrenal gland (SBLA) szindróma lásd Li-Fraumeni szindróma                           |         |            |
| SBLA szindróma lásd Li-Fraumeni szindróma                                                                          |         |            |
| SBMA lásd spinal and bulbar muscular atrophy                                                                       |         |            |
| SCD lásd sickle cell Anémia                                                                                        |         |            |
| Schwannoma, Acoustic, Bilateral lásd neurofibromatosis 2                                                           |         |            |
| SCIDX1 lásd X-hez kapcsolt severe combined immunodeficiencia                                                       |         |            |
| sclerosis tuberosa lásd tuberous sclerosis                                                                         |         |            |
| SDAT lásd Alzheimer betegség                                                                                       |         |            |
| SED congenita lásd spondyloepiphyseal diszplázia congenita                                                         |         |            |
| SED Strudwick lásd spondyloepimetaphyseal diszplázia, Strudwick type                                               |         |            |
| SEDc lásd spondyloepiphyseal diszplázia congenita                                                                  |         |            |
| SEMD, Strudwick type lásd spondyloepimetaphyseal diszplázia, Strudwick type                                        |         |            |
| Senile Dementia lásd Alzheimer betegség, type 2                                                                    |         |            |
| Severe achondroplasia with developmental delay and acanthosis nigricans lásd SADDAN                                |         |            |
| sickle cell Anémia                                                                                                 |         |            |
| Skeleton-skin-brain szindróma lásd SADDAN                                                                          |         |            |
| Skin Pigmentation rendellenességs                                                                                  |         |            |
| SMA lásd Spinális izomatrófia                                                                                      |         |            |
| SMED, Strudwick type lásd spondyloepimetaphyseal diszplázia, Strudwick type                                        |         |            |
| SMED, type I lásd spondyloepimetaphyseal diszplázia, Strudwick type                                                |         |            |
| South African genetic porfíria lásd variegate porfíria                                                             |         |            |
| spastic paralysis, infantile onset ascending lásd infantile-onset ascending hereditary spastic paralysis           |         |            |
| Speech and Communication rendellenességs                                                                           |         |            |
| Sphingolipidosis, Tay–Sachs lásd Tay–Sachs-betegség                                                                |         |            |
| spinal and bulbar muscular atrophy                                                                                 |         |            |
| spinal muscular atrophy                                                                                            |         |            |
| spinal muscular atrophy, distal type V lásd distal spinal muscular atrophy, type V                                 |         |            |
| spinal muscular atrophy, distal, with upper limb predominance lásd distal spinal muscular atrophy, type V          |         |            |
| Spinocerebellar ataxia                                                                                             |         |            |
| spondyloepimetaphyseal diszplázia, Strudwick type                                                                  |         |            |
| spondyloepiphyseal diszplázia congenita                                                                            |         |            |
| Spondyloepiphyseal diszplázia lásd collagenopathy, types II and XI                                                 |         |            |
| Spondylometaepiphyseal diszplázia congenita, Strudwick type lásd spondyloepimetaphyseal diszplázia, Strudwick type |         |            |
| Spondylometaphyseal diszplázia (SMD) lásd spondyloepimetaphyseal diszplázia, Strudwick type                        |         |            |
| Spondylometaphyseal diszplázia, Strudwick Type lásd spondyloepimetaphyseal diszplázia, Strudwick type              |         |            |
| Spongy degeneration of central nervous system lásd Canavan betegség                                                |         |            |
| Spongy degeneration of the brain lásd Canavan betegség                                                             |         |            |
| Spongy degeneration of white matter in infancy lásd Canavan betegség                                               |         |            |
| sporadic primary pulmonary hypertension lásd primary pulmonary hypertension                                        |         |            |
| SSB szindróma lásd SADDAN                                                                                          |         |            |
| Steely Hair szindróma lásd Menkes szindróma                                                                        |         |            |
| Steinert betegség lásd myotonic dystrophy                                                                          |         |            |
| Steinert myotonic dystrophy szindróma lásd myotonic dystrophy                                                      |         |            |
| Stickler szindróma                                                                                                 |         |            |
| Stroke lásd CADASIL                                                                                                |         |            |
| Strudwick szindróma lásd spondyloepimetaphyseal diszplázia, Strudwick type                                         |         |            |
| Subakut Neuronopathic Gaucher betegség lásd Gaucher betegség, type 3                                               |         |            |
| Swedish genetic porfíria lásd akut intermittáló porfíria                                                           |         |            |
| Swedish porfíria lásd akut intermittáló porfíria                                                                   |         |            |
| Swiss cheese cartilage diszplázia lásd Kniest diszplázia                                                           |         |            |

## T
| Betegség | Mutáció | Kromoszóma |
| --- | ------- | ---------- |
| Tay–Sachs-betegség                                                                                                   |         |            |
| TD - Thanatophoric dwarfism lásd thanatophoric diszplázia                                                            |         |            |
| TD with straight femurs and cloverleaf skull lásd thanatophoric diszplázia, type 2                                   |         |            |
| Telangiectasia, cerebello-oculocutaneous lásd ataxia-telangiectasia                                                  |         |            |
| Testicular feminization szindróma lásd androgen inszenzitivitás szindróma                                            |         |            |
| tetrahydrobiopterin deficiencia                                                                                      |         |            |
| TFM lásd androgen inszenzitivitás szindróma                                                                          |         |            |
| talasszémia intermedia lásd béta talasszémia                                                                         |         |            |
| talasszémia Major lásd béta talasszémia                                                                              |         |            |
| thanatophoric diszplázia                                                                                             |         |            |
| Thrombophilia due to deficiencia of cofactor for activated protein C, Leiden type lásd factor V Leiden thrombophilia |         |            |
| Thyroid betegség |         |            |
| tomaculous neuropathy lásd hereditary neuropathy with liability to pressure palsies                                  |         |            |
| Total HPRT deficiencia lásd Lesch-Nyhan szindróma                                                                    |         |            |
| Total hypoxanthine-guanine phosphoribosyl transferase deficiencia lásd Lesch-Nyhan szindróma                         |         |            |
| Transmissible Dementias lásd prion betegség                                                                          |         |            |
| Transmissible Spongiform Encephalopathies lásd prion betegség                                                        |         |            |
| Trias fragilitis ossium lásd osteogenesis imperfecta, type I                                                         |         |            |
| triple X szindróma                                                                                                   |         |            |
| Triplo X szindróma lásd triple X szindróma                                                                           |         |            |
| Trisomy 21 lásd Down szindróma                                                                                       |         |            |
| Trisomy X lásd triple X szindróma                                                                                    |         |            |
| Troisier-Hanot-Chauffard szindróma lásd hemochromatosis                                                              |         |            |
| TS lásd Turner-szindróma                                                                                             |         |            |
| TSD lásd Tay–Sachs-betegség                                                                                          |         |            |
| TSEs lásd prion betegség                                                                                             |         |            |
| tuberose sclerosis lásd tuberous sclerosis                                                                           |         |            |
| tuberous sclerosis                                                                                                   |         |            |
| Turner-szindróma |         |            |
| Turner-szindróma in female with X chromosome lásd Noonan-szindróma                                                   |         |            |
| Turner's phenotype, karyotype normal lásd Noonan-szindróma                                                           |         |            |
| Turner's szindróma lásd Turner-szindróma                                                                             |         |            |
| Turner-like szindróma lásd Noonan-szindróma                                                                          |         |            |
| Type 2 Gaucher betegség lásd Gaucher betegség, type 2                                                                |         |            |
| Type 3 Gaucher betegség lásd Gaucher betegség, type 3                                                                |         |            |

## U
| Betegség                                                                        | Mutáció | Kromoszóma |
| ------------------------------------------------------------------------------- | ------- | ---------- |
| UDP-Galactose-4-Epimerase deficiencia betegség lásd galactosemia                |         |            |
| UDPglucose 4-Epimerase deficiencia betegség lásd galactosemia                   |         |            |
| UDPglucose Hexose-1-Phosphate Uridylyltransferase deficiencia lásd galactosemia |         |            |
| Ullrich-Noonan-szindróma lásd Noonan-szindróma                                  |         |            |
| Ullrich-Turner szindróma lásd Turner szindróma                                  |         |            |
| Undifferentiated deafness lásd nonsyndromic deafness                            |         |            |
| UPS deficiencia lásd akut intermittáló porfíria                                 |         |            |
| Urinary bladder cancer lásd bladder cancer                                      |         |            |
| UROD deficiencia lásd porfíria cutanea tarda                                    |         |            |
| Uroporphyrinogen decarboxylase deficiencia lásd porfíria cutanea tarda          |         |            |
| Uroporphyrinogen synthase deficiencia lásd akut intermittáló porfíria           |         |            |
| UROS deficiencia lásd veleszületett erythropoietic porfíria                     |         |            |
| Usher szindróma                                                                 |         |            |
| UTP Hexose-1-Phosphate Uridylyltransferase deficiencia lásd galactosemia        |         |            |

## V
| Betegség                                                     | Mutáció | Kromoszóma |
| ------------------------------------------------------------ | ------- | ---------- |
| Van Bogaert-Bertrand szindróma lásd Canavan betegség         |         |            |
| Van der Hoeve szindróma lásd osteogenesis imperfecta, type I |         |            |
| variegate porfíria                                           |         |            |
| VHL szindróma lásd von Hippel-Lindau betegség                |         |            |
| Vision Impairment and Blindness lásd Alström szindróma       |         |            |
| Von Bogaert-Bertrand betegség lásd Canavan betegség          |         |            |
| von Hippel-Lindau betegség                                   |         |            |
| Von Recklenhausen-Applebaum betegség lásd hemochromatosis    |         |            |
| von Recklinghausen betegség lásd neurofibromatózis 1         |         |            |
| VP lásd variegate porfíria                                   |         |            |
| Vrolik betegség lásd osteogenesis imperfecta                 |         |            |

## W
| Betegség | Mutáció | Kromoszóma               | |
| --- | ------- | ------------------------ | --- |
| Waardenburg-szindróma                                                                                           |         |                          | |
| Wermer-szindróma, azaz Wermer-kór lásd még: Multiplex Endokrin Neoplasia (MEN) első típus, azaz Men-1 szindróma |         | Hiba a 11. kromoszómában | " Ritka örökletes betegség, prevalenciája 1/30 000. A betegséget okozó MEN1 gént a 11. kromoszóma hosszú karján található (11q13), a gén 10 exont tartalmaz. A MEN1 gén által kódolt fehérje, a menin 610 amino- savból álló nukleáris fehérje. " - Prof. Dr. Rácz Károly, SOTE - "A belgyógyászat alapjai 2." könyv |
| WD - Wilson's betegség lásd Wilson betegség                                                                     |         |                          | |
| Weissenbacher-Zweymüller szindróma                                                                              |         |                          | |
| Wilson betegség                                                                                                 |         |                          | |
| Wilson's betegség lásd Wilson betegség                                                                          |         |                          | |
| Wolff Periodic betegség lásd Mediterranean fever, familial                                                      |         |                          | |
| WZS lásd Weissenbacher-Zweymüller szindróma                                                                     |         |                          | |

## X
| Betegség                                                                                  | Mutáció | Kromoszóma |
| ----------------------------------------------------------------------------------------- | ------- | ---------- |
| X-hez kapcsolt mental retardation and macroorchidism lásd fragile X szindróma             |         |            |
| X-hez kapcsolt primary hyperuricemia lásd Lesch-Nyhan szindróma                           |         |            |
| X-hez kapcsolt severe combined immunodeficiencia                                          |         |            |
| X-hez kapcsolt sideroblastic Anémia                                                       |         |            |
| X-hez kapcsolt spinal and bulbar muscular atrophy lásd spinal and bulbar muscular atrophy |         |            |
| X-hez kapcsolt uric aciduria enzim defect lásd Lesch-Nyhan szindróma                      |         |            |
| X-SCID lásd X-hez kapcsolt severe combined immunodeficiencia                              |         |            |
| XLSA lásd X-hez kapcsolt sideroblastic Anémia                                             |         |            |
| XSCID lásd X-hez kapcsolt severe combined immunodeficiencia                               |         |            |
| XXX-szindróma lásd tripla X-szindróma                                                     |         |            |
| XXY-szindróma lásd Klinefelter-szindróma                                                  |         |            |
| XXY-triszómia lásd Klinefelter-szindróma                                                  |         |            |
| XYY-szindróma lásd 47,XYY-szindróma                                                       |         |            |

## Y
| Betegség                            | Mutáció | Kromoszóma |
| ----------------------------------- | ------- | ---------- |
| XYY-szindróma lásd 47,XYY-szindróma |         |            |